# میک جونز (بازیکن فوتبال، زاده ۱۹۴۲)
میک جونز (انگلیسی: Mick Jones؛ زادهٔ ۴ دسامبر ۱۹۴۲) بازیکن فوتبال است.
از باشگاه‌هایی که در آن بازی کرده‌است می‌توان به باشگاه فوتبال منزفیلد تاون اشاره کرد.